# Battista Visconti (ciclista)
Giovanni Battista Visconti (Orino, 18 febbraio 1905 – Verbania, 1982) è stato un ciclista su strada italiano.
Professionista dal 1924 al 1931, vinse la Tre Valli Varesine del 1928.

## Carriera
Corridore degli anni venti e trenta, fu gregario di Alfredo Binda, ma corse la sua carriera prevalentemente da individuale. Ottenne una sola affermazione, la Tre Valli Varesine del 1928, oltre a un terzo posto nell'undicesima tappa del Giro d'Italia 1928 dietro proprio a Binda e Domenico Piemontesi.

## Palmarès
- 1928 (Legnano, una vittoria)

Tre Valli Varesine

## Piazzamenti

### Grandi giri
- Giro d'Italia

1928: 15º
1929: 25º

### Classiche monumento
- Milano-Sanremo

1928: 19º
1930: 23º
- Giro di Lombardia

1927: 10º
1928: 16º
1929: 11º